# Schistura bachmaensis
Schistura bachmaensis és una espècie de peix de la família dels balitòrids i de l'ordre dels cipriniformes.

## Morfologia
Els mascles poden assolir els 5,7 cm de longitud total.

## Distribució geogràfica
Es troba a la conca costanera del riu Thua Luu (el Vietnam).

## Amenaces
Les seues principals amenaces són el desenvolupament urbanístic, la contaminació de l'aigua i la degradació de la conca fluvial on viu a causa de la pèrdua dels boscos de les terres baixes.